# 拉尼亚凯亚超星系团
拉尼亞凱亞超星系團（英語：Laniakea Supercluster，夏威夷语意為“無垠的天”），是銀河系和眾多星系組成的超星系團，是銀河系和附近總數約達10萬個星系的家園。它是在2014年9月定義的，當時一群天文學家包括夏威夷大學馬諾阿分校的R·布倫特·塔利、里昂大學的Hélène Courtois、耶路撒冷希伯來大學的耶胡達·霍夫曼（Yehuda Hoffman）、和CEA的Daniel Pomarède發表了一種根據星系的相對速度定義超星系團的新方法。新的定義將先前定義的本地超星系團室女座超星系團成為更巨大超星系團的附屬物。
後續研究表明，拉尼亞凱亞超星系團不受引力約束；它將潰散，而不是繼續保持自身相對於周圍地區過高的密度。

## 名稱由來
拉尼亚凯亚（Laniakea）这个词来自于夏威夷语，意为「无尽的天堂」。這個名稱是由任教於卡比奥拉尼社区学院的夏威夷語副教授Nawa'a Napoleon提出的。旨在向利用天文知識在太平洋中航行的玻里尼西亞人致敬。

## 概要
拉尼亚凯亚超星系团內包含約10萬個星系，範圍達到約1.59億秒差距（5.2億光年）。它的質量大約是太陽的1017倍，或者是銀河系的10萬倍，幾乎與巨大的时钟座超星系团相同。拉尼亚凯亚超星系团包含以下三個部分，而這三個部分先前被認為是各自分離的超星系團：
- 室女座超星系团，銀河系所在的超星系團。
- 長蛇-半人馬座超星系團，包含了拉尼亚凯亚超星系团的重力中心，巨引源。
- 孔雀-印地安超星系團

拉尼亚凯亚超星系团內最巨大的星系團包含室女座星系團、長蛇座星系團、半人馬座星系團、阿貝爾3565、阿貝爾3574、阿貝爾3521、天爐座星系團、波江座星系團和矩尺座星系团。整個超星系團由大約300到500個已知的星系團和星系群組成，而實際數字可能更高，這是因為部分天區被銀河系的隱匿帶遮蔽而無法被觀測。
超星系團是宇宙中最大的結構之一，並且其邊緣難以判斷，尤其是由內向外觀測時。發現拉尼亞凱亞的團隊使用電波望遠鏡將本星系群的星系運動繪製成分布圖。在特定超星系團內，所有星系的運動都會朝向超星系團的質量中心。而在拉尼亚凯亚超星系团，星系都朝向它的重力中心，巨引源移動，因此也影響了銀河系所在地本星系群和其他超星系團內的星系。

## 發現方式
分析星系運動，並將本動速度和宇宙膨脹效應分離的新方式為维纳滤波。該方式用於有明確天體位置資訊的時候，可以分析出3億光年（9200萬秒差距）的範圍，並顯示其流動模式。加上這個限制，可知道拉尼亚凯亚超星系团正對著夏普力超星系團移動，因此夏普力和拉尼亚凯亚這兩個超星系團可能是更複雜結構的一部分。

## 位置
鄰近拉尼亚凯亚超星系团的其他超星系團有夏普力超星系團、武仙座超星系团、后髮座超星系團、英仙-雙魚超星系團。這些超星系團和拉尼亚凯亚超星系团之間的邊界在拉尼亚凯亚超星系团被確認存在時仍無法清楚地判定。

## 延伸閱讀
- Tully, R. Brent; Courtois, Hélène; Hoffman, Yehuda; Pomarède, Daniel. . Nature. 2014-09, 513 (7516): 71–73  [2022-04-08]. Bibcode:2014arXiv1409.0880T. ISSN 0028-0836. arXiv:1409.0880 . doi:10.1038/nature13674. （原始内容存档于2022-04-05） （英语）.

## 外部連結
- "Laniakea: Our Home Supercluster" （页面存档备份，存于），《自然》期刊製作的介紹影片

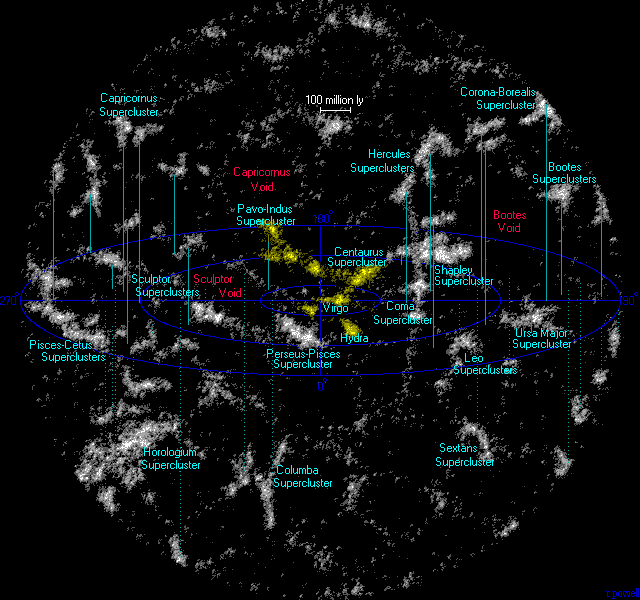
包含拉尼亞凱亞超星系團在內的近鄰宇宙。拉尼亞凱亞超星系團以黃色中顯示。

- "Laniakea Supercluster" （页面存档备份，存于），介紹Laniakea發現的影片
- Collective Evolution, Scientists Mapped 8000 Galaxies (Out Of Billions) & Made An Amazing Discovery （页面存档备份，存于）